# Yeniva Fernández
Yeniva Fernández (ur. w 1966 w Limie) – peruwiańska autorka  opowiadań fantastycznych.
Ukończyła studia Bibliotekoznawstwa na Uniwersytecie San Marcos w Limie. Absolwentka Szkoły Twórczego Pisania na Peruwiańskim Uniwersytecie Katolickim.

## Publikacje

### Książki
- Pułapki dla nierozważnych (Trampas para incautos), Lima, Revuelta Editores, 2009;[1]
- Siedmiokrotne spacery we mgle (Siete paseos por la niebla), Lima, Campo Letrado Editores, 2015;[2]

### W antologiach
- 17 fantastycznych opowiadań peruwiańskich (17 fantásticos cuentos peruanos), Tom II. Wybór i wstęp: Gabriel Rimachi Salier i Carlos Sotomayor. Lima, Editorial Casatomada, 2012;[3]
- Dysydentki 1. Antologia nowych pisarek peruwiańskich (Disidentes 1. Antología de nuevas narradoras peruanas). Wybór i wstęp: Gabriel Ruiz Ortega. Lima, Ediciones Altazor, 2011;[4]
- Opowiadania peruwiańskie 2001 - 2010 (El cuento peruano 2001 - 2010). Wybór i wstęp: Ricardo González Vigil. Lima, Ediciones Copé, 2013